# Hemiechinus
Hemiechinus é um gênero mamífero da família Erinaceidae.

## Espécies
- Hemiechinus auritus (Gmelin, 1770)
- Hemiechinus collaris (Gray, 1830)